# Хоахао
10°35′51″ пн. ш. 105°21′10″ сх. д. / 10.5976106° пн. ш. 105.3527554° сх. д.
Хоахао (в'єт. Hòa Hảo) — релігійний рух, який описується як синкретична народна релігія або як секта буддизму . 
Його заснував у 1939 році Хюїнь Фу Шо (1920–1947), якого його прихильники вважають святим. 

Це одна з основних релігій В'єтнаму, та має від одного до восьми мільйонів прихильників, переважно у дельті Меконгу.
Релігійна філософія Хоахао, яка виникла з регіону Мін Тай в дельті Меконгу, по суті є буддійською. 
Вона реформує 

та переглядає старіші традиції регіону Đạo Bửu Sơn Kỳ Hương

і містить елементи квазі-міллєнаризму

Хоахао — суміш буддизму, культу предків, анімістичних обрядів, елементів конфуціанської доктрини та релігії Білого Лотоса, трансформованих і адаптованих до звичаїв і звичаїв селян регіону. 
Маючи походження з віддалених околиць Південного В'єтнаму, він виступає проти міського життя і віддає перевагу комунітарному стилю життя. 
На відміну від ортодоксального буддизму, Хоахао уникає складних ритуалів і храмів, не підтримує чернечий орден і навчає домашній практиці. 
Він також стверджує, що кожен віруючий може мати безпосереднє спілкування з Буддою, і що внутрішня віра важливіша за зовнішні обряди. Регулярні обряди Хоахао обмежуються чотирма молитвами на день, а віруючі мають підтримувати Три Основні Узи і П’ять Постійних Чеснот.
Вплив колоніальних володарів, зростаюча інтенсивність війни з кінця 1930-х до середини 1970-х років і супутні ідеологічні конфлікти сформували зародження і подальший розвиток Хоахао. 

Разом з В’єтмінєм і іншим релігійним рухом, відомим як Каодай, це була одна з перших груп, які вступили у військовий конфлікт з колоніальними державами, спочатку з французами, а потім з японцями. 
Хоахао процвітав під час японської окупації, його прихильниками переважно були селяни, орендарі та сільськогосподарські робітники. 
Він перетворився на войовничу і націоналістичну релігію і швидко розвинувся у приватну армію, яка діяла переважно на користь своїх лідерів, водночас створюючи власний фактично автономний уряд у регіоні. 
Хоахао залишався автономною силою у в'єтнамській політиці після війни, виступаючи проти французьких колонізаторів і руху В'єтмінь.

Під час Першої війни в Індокитаї розбіжності з іншими основними фракціями зробили Хоахао агресивним релігійно-політично-військовим культом. 
Шо був викрадений і страчений В'єтміном, коли він повертався з невдалої конференції для вирішення проблем з комуністами. 
Багато хоахаоістів вітали його як месіанську фігуру, яка прийде в час кризи. 

Смерть Шо призвела до фракційності, парафіяльності та зовнішнього організаційного впливу. 

Хоахао очолив війну проти комуністів, будучи позначеним як «найсильніший анти-в’єтміньським елементом у країні». 

Тим не менш, Хоахао разом з іншими релігійно-політичними організаціями домінували на політичній та соціальній сцені Південного В'єтнаму до 1950-х років, заявляючи свою участь у формуванні некомуністичного Південного В'єтнаму. 

Після 1954 року Хоахао ініціювали збройну опозицію проти підтримуваного США уряду президента Нго Дінь Дьєм. 
Вони контролювали деякі південні та західні регіони Південного В'єтнаму на момент смерті Дьєм в 1963 році. 

Потім вони вели кампанію проти В'єтконга для захисту своїх рідних провінцій під час війни у В'єтнамі , ставши основною автономною політичною силою на півдні В'єтнаму до падіння Сайгона в 1975 році. 
Розпущені новим урядом, Хоахао зазнали утисків і боролися за права після війни. 
Лише в 1999 році вони були офіційно визнані державою, але уряд вводить жорсткий контроль над незгодними групами Хоахао, які не дотримуються санкціонованої державою галузі.
Хоахао прагнули зберегти свою релігійну ідентичність і незалежність. 

Вони уклали тимчасові союзи з минулими ворогами. 
Спочатку турбуючись лише про релігійну автономію, Хоахао боролися проти французів, японців, В’єтміну, нещодавно незалежного Південного В’єтнаму, В’єтконгу та північнов’єтнамської армії. 
Вони користувалися політичним впливом під час Сайгонського режиму після смерті Дьєм.